# Stephen Ademolu
Stephen Ademolu (ur. 20 listopada 1982) – kanadyjski piłkarz, grający w Ekranasie Poniewież. Występuje na pozycji napastnika.